# Heinrich Karl Eichstädt
Heinrich Karl Abraham Eichstädt (ur. 8 sierpnia 1772 w Oschatz, zm. 4 marca 1848 w Jenie) – niemiecki filolog klasyczny.
Eichstädt studiował w Lipsku. W 1793 został doktorem, a w 1795 profesorem filozofii. Był wieloletnim redaktorem pisma "Jenanische Literaturzeitung". Był członkiem bawarskiej Akademii Nauk.